# Step by Step
Step by Step é uma série de televisão norte-americana exibida e produzida de 20 de setembro de 1991 a 15 de agosto de 1997 pela emissora ABC. Após o cancelamento da ABC, o programa acabou indo para a CBS, onde foi ao ar de 19 de setembro de 1997 a 26 de junho de 1998. No Brasil, a atração foi transmitida pelo canal pago Warner Channel.

## Sinopse
Depois de se conhecerem e se apaixonarem durante uma viagem a Jamaica, onde também aproveitaram o tempo para se casarem espontaneamente, Carol Foster e Frank Lambert regressam para o seu novo lar em Wisconsin, para unir os seus seis filhos sob um mesmo teto.
O casal terá que enfrentar um grande desafio: fazer com que todos os seus filhos consigam conviver em harmonia. O problema está em que os trios - pois cada um tem três filhos - já se odeiam. A nova família também terá que lidar com os antigos hábitos de cada um. Enquanto Frank Lambert é um homem divorciado e muito desorganizado, Carol Foster é viúva e extremamente organizada. Passo a passo, terão que enfrentar essa e outras adversidades com uma família.

## Elenco e Personagens

### Familia Foster
- Carol Foster-Lambert (antes Williams) (Suzanne Somers) - A matriarca da família Foster, que trabalha como esteticista e tem um salão de beleza em sua casa (que está localizado ao lado da cozinha), originalmente com o a cooperação de sua mãe, Ivy, e irmã, Penny. Eventualmente, com a ajuda de Frank, ela abre um salão maior na sexta temporada.
- Dana Foster (Staci Keanan) - É a filha mais velha da família Foster. Ela é descrita como inteligente e feminista. Ela é muitas vezes vista sendo hostil com os Lamberts, particularmente JT, (com quem ela freqüentemente troca farpas a respeito da sua falta de jeito com as meninas, sua falta de inteligência e de sua falta de higiene), Frank (em parte devido ao seu comportamento de "homem das cavernas") e Cody (que tem uma paixão não correspondida por ela).
- Karen Foster (Angela Watson) - É a filha do meio da família Foster. Ela é uma aspirante a modelo e às vezes a cantora country, e é retratada como não muito inteligente.
- Mark Foster (Christopher Castile) - Mark é o filho mais novo na família Foster. Ele gosta de computadores e tem uma tendência a ser tímido.

### Familia Lambert
- Frank Lambert (Patrick Duffy) - Frank é o patriarca da família Lambert, e trabalha como empreiteiro em sua própria empresa. Ele é descontraído e um ávido fã de esportes, principalmente dos Green Bay Packers.
- John Thomas "JT" Lambert (Brandon Call) - JT é o filho mais velho da família Lambert. Ele adora esportes assim como seu pai (ele é fã dos Packers também). Ele é retratado como um preguiçoso, com problemas de aprendizado, que posteriormente é atribuído a dislexia. Ele não gosta de sua nova família adotiva, particularmente de Dana.
- Alicia "Al" Lambert (Christine Lakin) - Al é a filha do meio da família Lambert. Ela é descrita como uma menina moleca. Ela é tipicamente chamada por seu apelido, "Al" e raramente é chamada pelo nome. Vários episódios durante a sétima temporada são centrados em seu interesse em atuar.
- Brendan Lambert (Josh Byrne) - Brendan é o filho mais novo da família Lambert. Ele é retratado como um jovem tímido, despreocupado, e o que mais aceita sua nova família adotiva. Ele apareceu cada vez menos como o passar das temporadas. Quando o programa foi para a CBS, ele saiu da série.
- Cody Lambert (Sasha Mitchell) - Sobrinho de Frank, que aparece como uma participação na primeira temporada, e promovido a personagem regular na segunda temporada, ele muitas vezes mostra maturidade e inteligência e morava em sua van na garagem. O personagem saiu da série após a quinta temporada, depois que o ator começou a ter problemas legais, ele voltou como ator convidado para um episódio da sétima temporada.

### Outros
- Lily Foster-Lambert (Lauren Meyering e Kristina Meyering; temporadas 4-5), (Emily Mae Young; temporadas 6-7) - Filha biológica de Frank e Carol, apareceu pela primeira vez na quarta temporada, no episódio "A Foster / Lambert Production". É descrita como muito inteligente e está sempre fazendo perguntas.

- Penny Baker (Patrika Darbo; temporada 1) - Irmã da Carol, saiu da série após a primeira temporada.
- Ivy Baker (Peggy Rea; temporada 1) - Mãe da Carol, saiu da série após a primeira temporada.
- Rich Halke (Jason Marsden; 1 aparição na 3 ª temporada, fixo nas temporadas 5-7) - Rich é o melhor amigo de JT. Ele também é retratado como um preguiçoso. Na sexta temporada ele começa a namorar Dana.
- Jake "Flash" Gordon (Jeff Juday; temporada 5, só aparece em 4 episódios) É um faz tudo contratado por Frank no final da quinta temporada. Ele se juntou a família em uma viagem a Walt Disney World. Frank e Carol convidam ele para morar com eles, e ele aceita, mas depois ele nunca mais é mencionado novamente.
- Jean-Luc Rieupeyroux (Bronson Pinchot; temporada 6) - É um esteticista e parceiro de negócios da Carol. Ele foi trazido para ocupar o lugar de Cody na série, mas desapareceu quando a série se mudou para a CBS.
- Samantha Milano (Alexandra Adi; temporadas 6-7) - Namorada do JT. Apareceu pela primeira vez na sexta temporada, no episódio "The "L" Word". Ela trabalhava como mecânica em uma garagem.

## Produção
Para atrair a atenção dos espectadores adultos foram escalados como os pais duas estrelas populares da televisão na década de 1970, Patrick Duffy e Suzanne Somers. Também foi pensado em celebridades adolescentes da época (Staci Keanan de My Two Dads, Brandon Call de SOS Malibu e Sasha Mitchell de Dallas) para atrair os espectadores infantis e adolescentes. 
A música-tema da série "Second Time Around" foi escrita e composta por Jesse Frederick e Bennett Salvay (ambos escreveram temas para outras sitcoms da época, como Full House, Perfect Strangers e Family Matters), e gravada na voz de Frederick e Teresa James. A versão completa de 87 segundos foi usada apenas durante a primeira temporada. Ele foi rotineiramente editada nas temporadas seguintes. A abertura da série foi descartada inteiramente na sexta temporada e voltou a ser exibida na sétima temporada, após a mudança para a CBS, a música foi editada para incluir apenas o refrão e o instrumental de encerramento.
O parque de diversões visto na abertura é descrito como estando localizado ao longo das margens do Lago Michigan em Wisconsin (não existe nenhum parque de diversões lá). O usado é na verdade o Six Flags Magic Mountain, que fica em Valência, Califórnia. 
A fachada da casa mostrada dos Lambert-Foster está localizada na Fletcher Avenue, 2011 em South Pasadena, Califórnia, embora a série tenha sido filmada na Warner Bros. Studios em Burbank, Califórnia.

## Cancelamento
A série foi cancelada pela ABC em maio de 1997, depois de seis temporadas, devido a declínio na audiência. A CBS chegou a um acordo com a Miller-Boyett Productions para adquirir os direitos da série com a ABC, fazendo com que o seriado ganhasse mais uma temporada. A audiência da série, que estava em decadência, continuou a cair, e o programa terminou em junho de 1998. A série não teve um final oficial, embora o último episódio tenha se centrado em Frank e Carol, considerando a venda da casa.

## Distribuição
A Fox Family foi a primeira a emissora a adquirir os direitos de reexibição da série nos Estados Unidos. Começou a ser exibida pelo canal em 2001 e permaneceu na programação quando o canal virou ABC Family. Foi reprisada pelo canal até meados de 2010. 
A Warner Home Video nunca lançou a série em DVD, apenas episódios avulsos e coletâneas de séries, lançados pela Warner. A série completa se encontra disponível no iTunes e no serviço de streaming Hulu.